# Stade Jaraguay
Le stade Jaraguay (en espagnol : Estadio Jaraguay) est un stade situé à Montería (Colombie). L'enceinte est surtout utilisée pour les matchs de football des Jaguares de Córdoba. Le stade d'une capacité de 12 000 places porte le nom d'un chef indigène Zenú.

## Histoire
Le stade a été construit en 2012 sous le nom d'Estadio Municipal de Montería. Il a ouvert ses portes pour les Jeux Nationaux en novembre 2012 avec une capacité de 8 000 places. Le premier match de championnat des Jaguares de Córdoba a eu lieu le 3 février 2013. Depuis 2015, le club évolue dans le championnat de première division colombienne, le stade reçoit le nom d' Estadio Jaraguay, du nom d'un cacique indigène Zenú.
Après l'achèvement de la tribune Est, le stade a une capacité de 12 000 places depuis juillet 2017.
Le stade doit être agrandi dans d'autres phases de construction pour atteindre une capacité de 22 000 spectateurs et après la dernière phase de construction 44 000 spectateurs.